# Жак Ґрюе

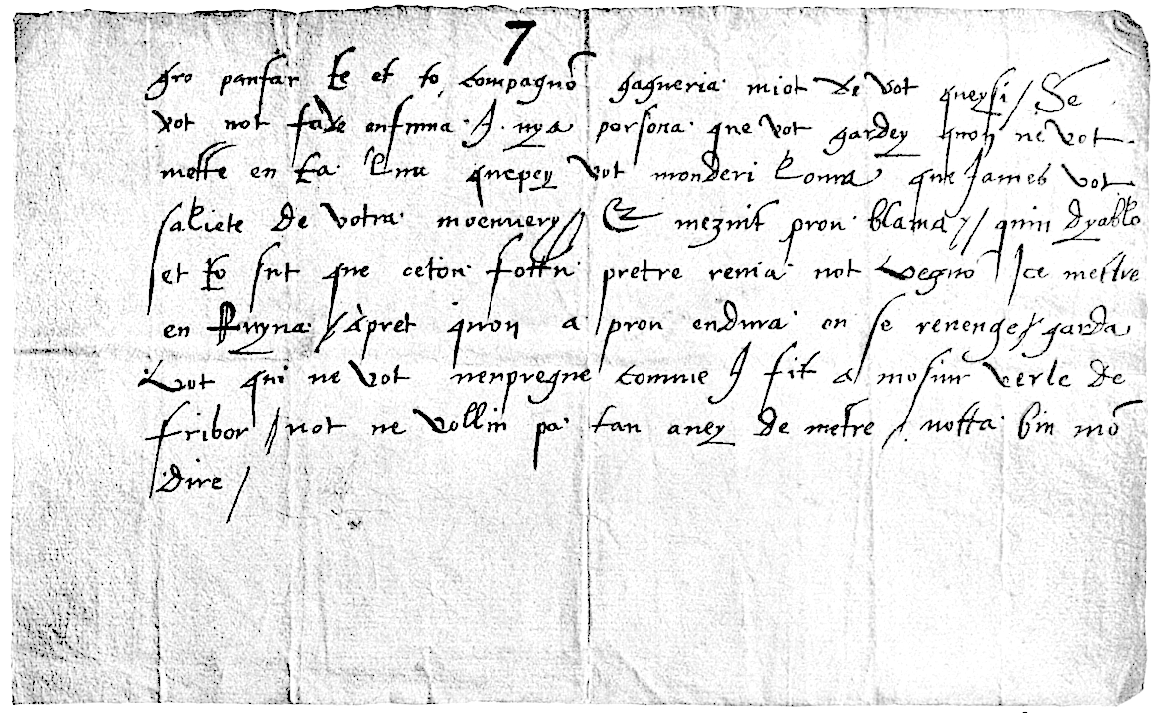
Памфлет Жака Ґрюе, 27 червня 1547 року.

Жак Ґрюе́, також Грюе́ (пом. 26 липня 1547, Женева) — женевський лібертин і атеїст, страчений за критику теократичної тиранії та власні атеїстичні погляди.

## З біографії
Ґрюе відстоював свободу особистості. На його думку, усі закони, включно з церковними, створені людиною. Ґрюе був гострим критиком реформатора Жана Кальвіна і в Женеві на розі вулиць чіпляв на стіни свої памфлети проти Кальвіна, написані середньофранцузькою мовою.
Входив до «партії лібертинів». На думку Ґрюе, безсмертя душі було нічим іншим, як казкою. У нього були також тексти з критикою релігії.
Ґрюе був заарештований після того, як у Соборі святого Петра в Женеві він повісив свої плакати із осудом теократичної тиранії Жана Кальвіна. 1547 року, після тривалих тортур, Ґрюе був страчений на ешафоті.

## Праця
- De tribus impostoribus (авторство Ґрюе не підтверджене)